# 강혜성
강혜성(?, ~)은 대한민국의 천문학자로, 2021년부터 2024까지 국제천문연맹의 부회장직을 맡고 있다.